# Vancsura Miklós
Vancsura Miklós (Rém, 1952. augusztus 4. –) magyar mérnök–közgazdász. 2010 és 2014 között a Magyar Fürdőszövetség elnöke.
A Sárvári Gyógy-és Wellnessfürdő ügyvezető igazgatója.
A Hévízgyógyfürdő és Szent András Reumakórház Kht. (Szent András Állami Reumatológiai és Rehabilitációs Kórház), Hévíz főigazgatója volt 2006. december 14-éig. A Kht. tulajdonosai indoklás nélkül, azonnali hatállyal menesztették.

## Főbb iskolái
- Budapesti Műszaki Egyetem Építőmérnöki Kar (végzés éve: 1979)
- Marx Károly Közgazdaságtudományi Egyetem (végzés éve: 1984, egészségügyi menedzser szak: 1995)

## Munkahelyei
- Sárvári Gyógy-és Wellnessfürdő (2007–)
- Hévízi Állami Gyógyfürdőkórház (gazdasági igazgató: 1989–1994; főigazgató: 1994–2006)
- Fejér Megyei Vízművek (1984–1989)
- KDT Vízügyi Igazgatóság (1979–1984)
- Szegedi Vízművek és Fürdők (1974–1979)

## Egyéb
Vezetése alatt a hévízi kórház látványos fejlesztő és rekonstrukciós programba kezdett. Hévíz városának aktív közéleti szereplője, önkormányzati képviselő volt 1994 és 2004 között.